# Pierre Vitter
Pour les articles homonymes, voir Vitter.
Pierre Vitter, né le 29 octobre 1913 à Gray (Haute-Saône) et mort dans la même ville le 25 octobre 1995 , est un homme politique français.

## Biographie
Élu député le 30 novembre 1958, pour la Ire législature (1958-1962), dans la circonscription de la Haute-Saône (2e), il faisait partie du groupe Indépendants et paysans d'action sociale puis des Républicains indépendants. Il sera réélu à quatre reprises en 1962, 1967, 1968, 1973. Il terminera son mandat de député en 1978.